# Кар (форма рельєфу)

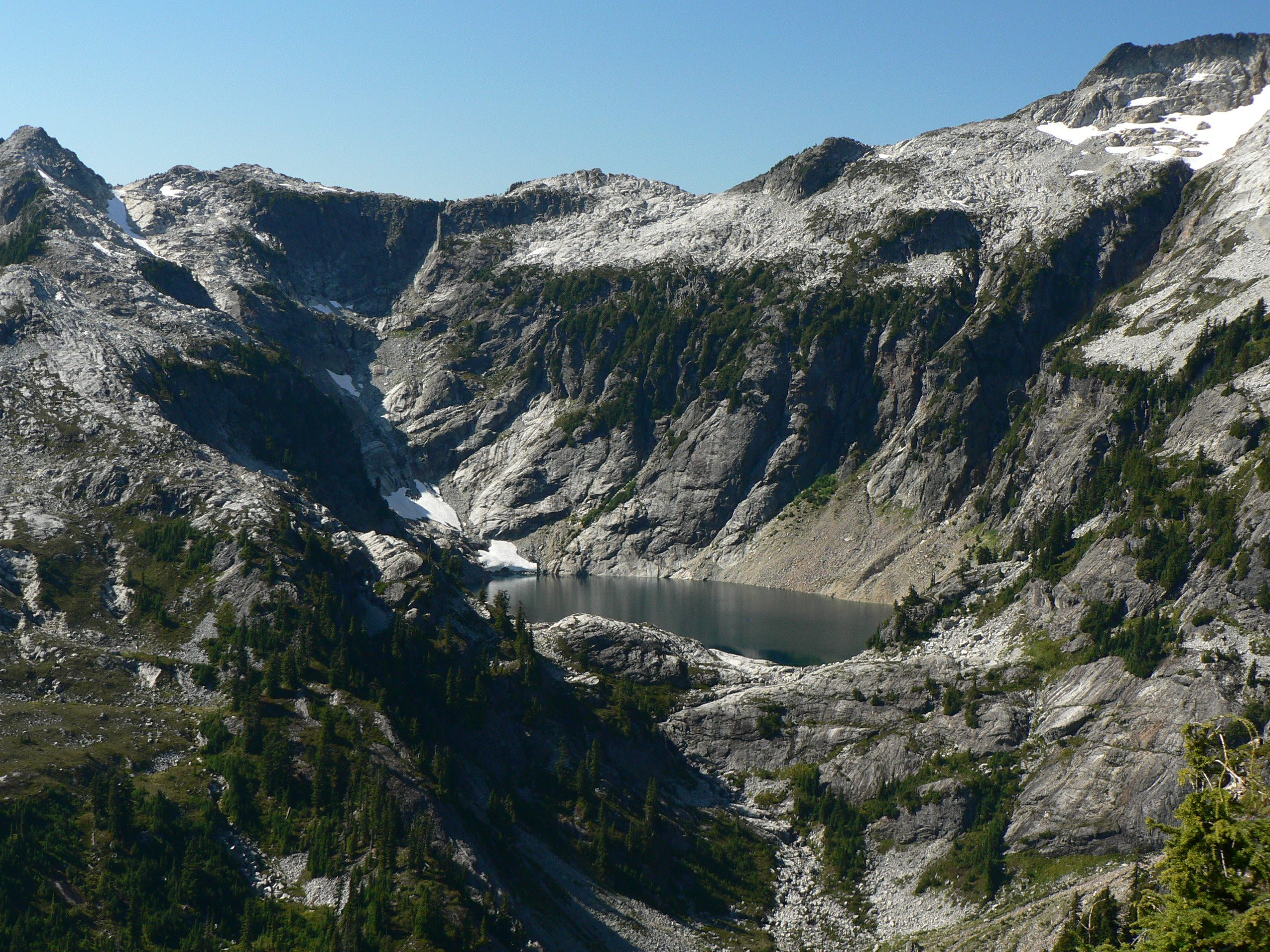
Кар, на дні якого розташоване карове озеро.

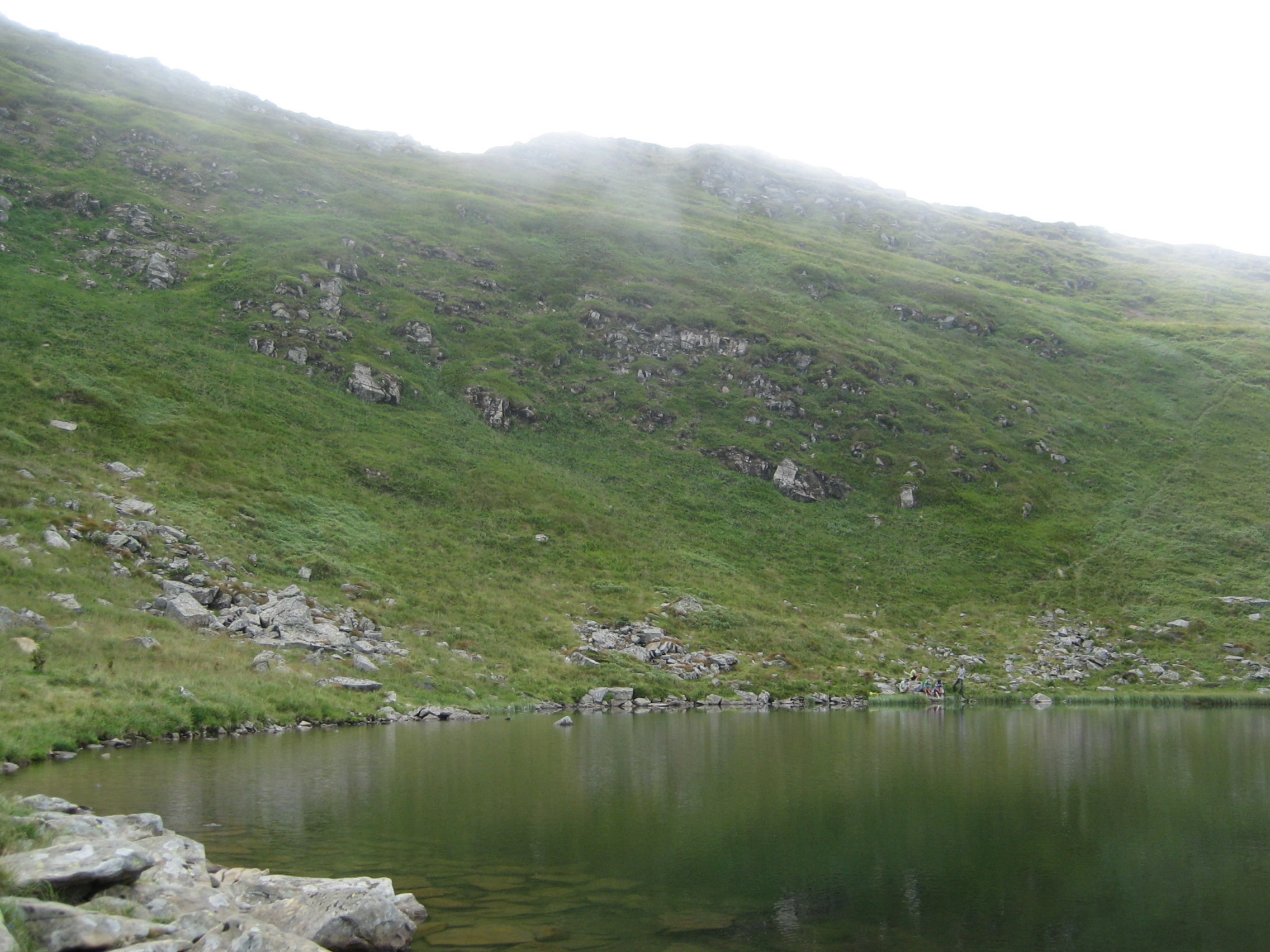
Стіна льодовикового кару, в якому лежить озеро Несамовите

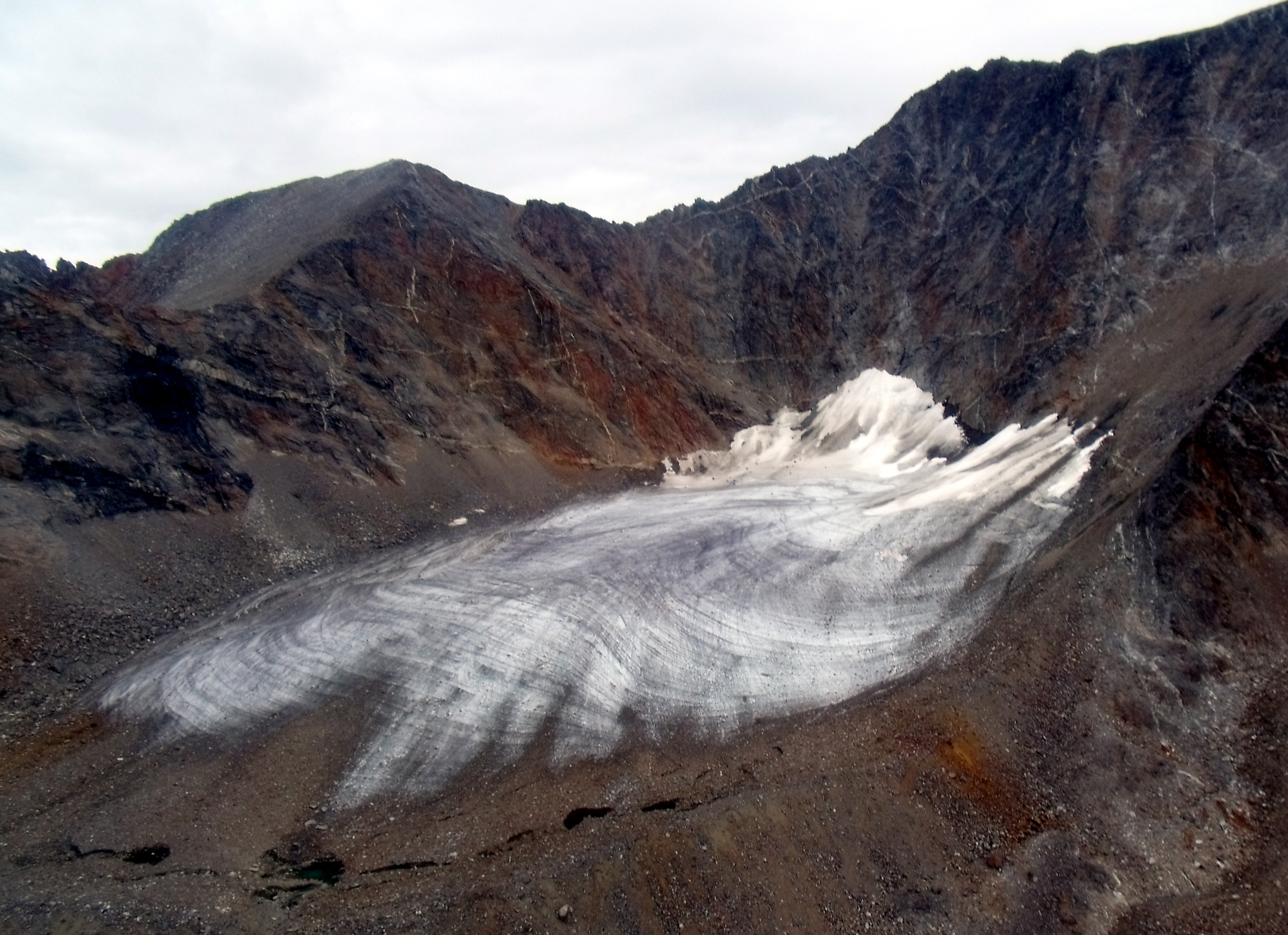

Льодовиковий кар (цирк) — природна чашеподібна заглибина у привершинній частині гір з крутими скелястими стінами і полого увігнутим днищем. Кари утворюються під дією невеликих льодовиків. Дно такої заглибини завалене уламками гірських порід, а сніг у ній тримається навіть до середини літа. У деяких карах є торфовища чи гірські озера. Кари, які вже напівзруйновані зовнішніми чинниками, утворюють грізні й важкодоступні скелі.
В Українських Карпатах особливо багато слідів дії льодовиків можна побачити на північно-західних схилах Чорногірського хребта, слабше — на південно-західних схилах. Місцями кари збереглися і в Ґорґанах, зокрема під вершиною Грофи, а ще на гірських масивах Свидовець, Полонина Боржава та Полонина Рівна.
На Чорногорі є близько 20 озер, які утворились на дні карів. Найбільші з них: Бребенескул, Нижнє та Верхнє озера в урочищі Озірний, Несамовите, Марічейка. Глибина озер не перевищує 3 метрів.
Високогірні льодовикові кари — це осередки, де за відповідних метеорологічних умов зароджуються лавини. Снігові лавини в умовах Карпат трапляються, переважно, у районах Чорногори та Свидовця.